# Jindřich Brok
Jindřich Brok, původním jménem Jindřich Brock (20. ledna 1912 Humpolec – 11. srpna 1995 Praha), byl český fotograf.

## Život a dílo
Narodil se v rodině humpoleckého kupce. Vyučil se prodavačem v Kutné Hoře, kde v roce 1929 začal fotografovat. Po smrti svého otce převzal obchod, který rozšířil o fotooddělení. V roce 1939 dokončil Státní grafickou školu v Praze, kde byl žákem Jaromíra Funkeho a Josefa Ehma. Námětem jeho absolventské práce byla fotografie skla. Během německé okupace byl internován v terezínském koncentračním táboře. Po skončení války se znovu věnoval fotografii. Fotografoval převážně sklo, ale také zátiší a městské exteriéry (pražský Starý židovský hřbitov, Terezín). Rovněž učil fotografii na FAMU, kde k jeho žákům patřil Miroslav Vojtěchovský.

### Publikace
- BROK, Jindřich; LIŠKOVÁ, Věra. České sklo. Praha: Orbis, 1956.